# Tritonia (animal)
Cet article concerne le genre de mollusques. Pour le genre de plantes, voir Tritonia (plante).
Genre
Synonymes
- Candiella Gray, 1850
- Duvaucelia Risso, 1826
- Euphurus Rafinesque, 1815
- Microlophus Mabille & Rochebrune, 1889
- Myrella Odhner, 1963

Tritonia est un genre de mollusques nudibranches, qui sont des gastéropodes sans coquille.
Tritonia est le genre type pour la famille des Tritoniidae.

## Liste des espèces
Selon World Register of Marine Species (17 juin 2014) :
- Tritonia australis (Bergh, 1898)
- Tritonia bayeri Ev. Marcus & Er. Marcus, 1967
- Tritonia bollandi V. G. Smith & Gosliner, 2003
- Tritonia challengeriana Bergh, 1884
- Tritonia dantarti Ballesteros & Avila, 2006
- Tritonia episcopalis Bouchet, 1977
- Tritonia festiva (Stearns, 1873)
- Tritonia flemingi (Powell, 1937)
- Tritonia griegi Odhner, 1922
- Tritonia hamnerorum Gosliner & Ghiselin, 1987
- Tritonia hombergii Cuvier, 1803 -- espèce type
- Tritonia incerta Bergh, 1904
- Tritonia indecora Bergh, 1907
- Tritonia ingolfiana (Bergh, 1899)
- Tritonia lineata Alder & Hancock, 1848
- Tritonia manicata Deshayes, 1853
- Tritonia myrakeenae Bertsch & Mozqueira, 1986
- Tritonia nigromaculata Roginskaya, 1984
- Tritonia nilsodhneri Marcus Ev., 1983
- Tritonia odhneri Er. Marcus, 1959
- Tritonia olivacea Bergh, 1905
- Tritonia pallida Stimpson, 1855
- Tritonia papalotla Bertsch, Valdés & Gosliner, 2009
- Tritonia pickensi Marcus & Marcus, 1967
- Tritonia plebeia Johnston, 1828
- Tritonia poirieri (Mabille & Rochebrune, 1889)
- Tritonia striata Haefelfinger, 1963
- Tritonia taliartensis Ortea & Moro, 2009
- Tritonia vorax (Odhner, 1926)
- Tritonia wellsi Er. Marcus, 1961

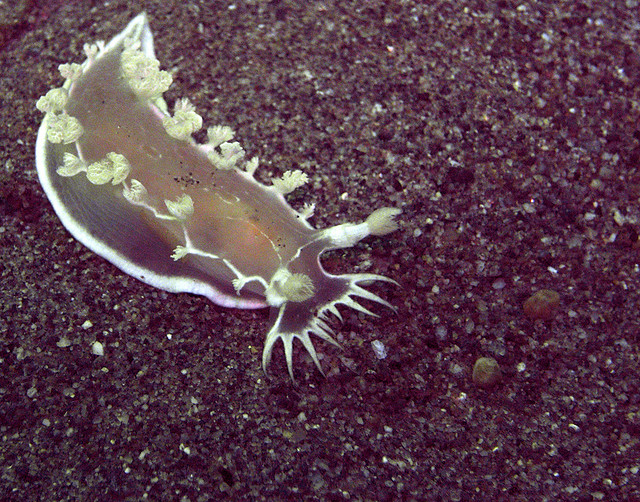
Tritonia festiva
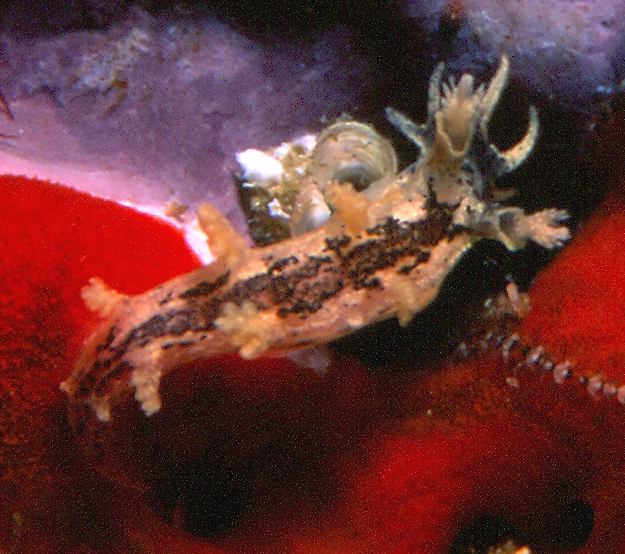
Tritonia manicata
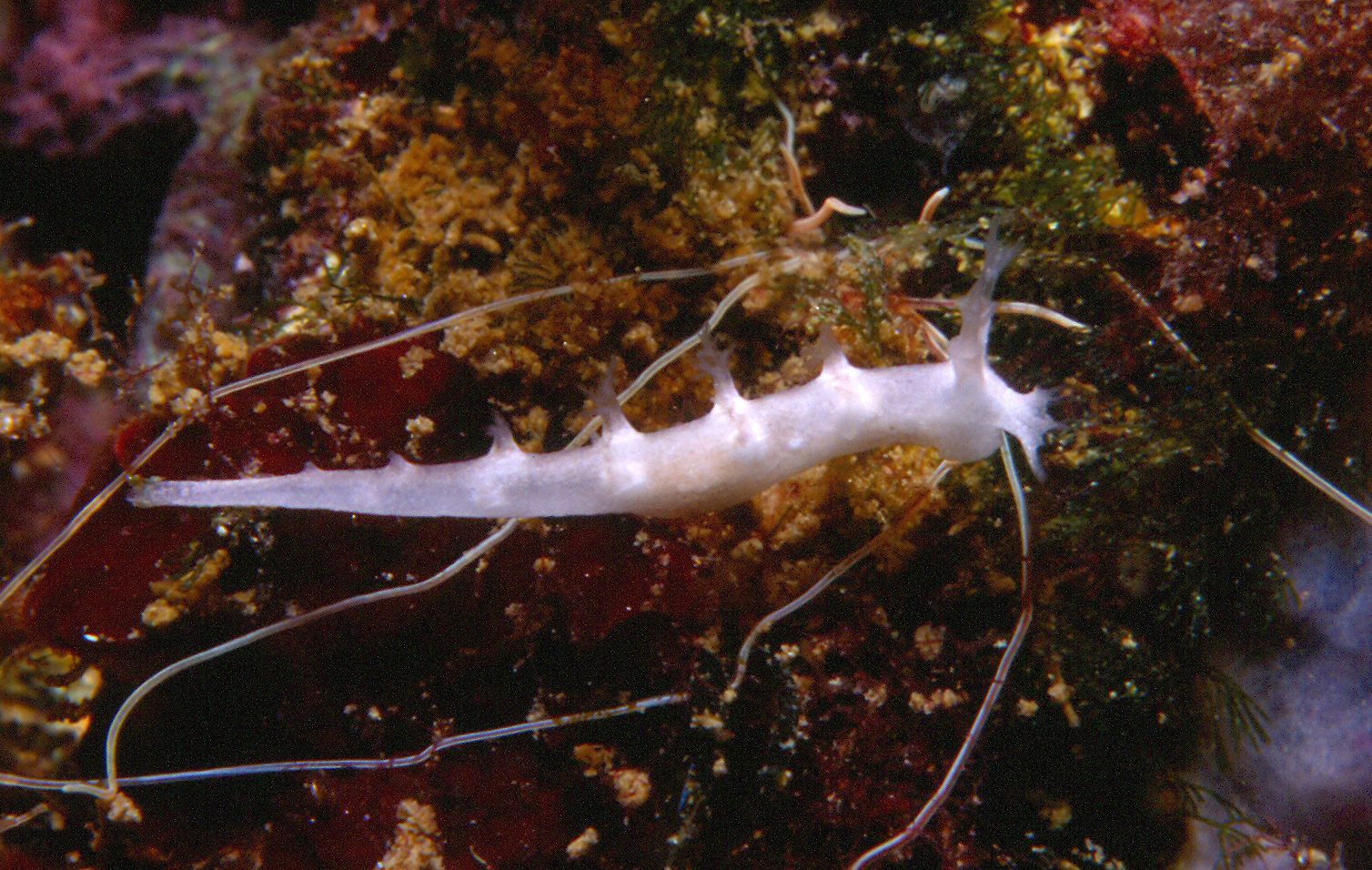
Tritonia nilsodhneri
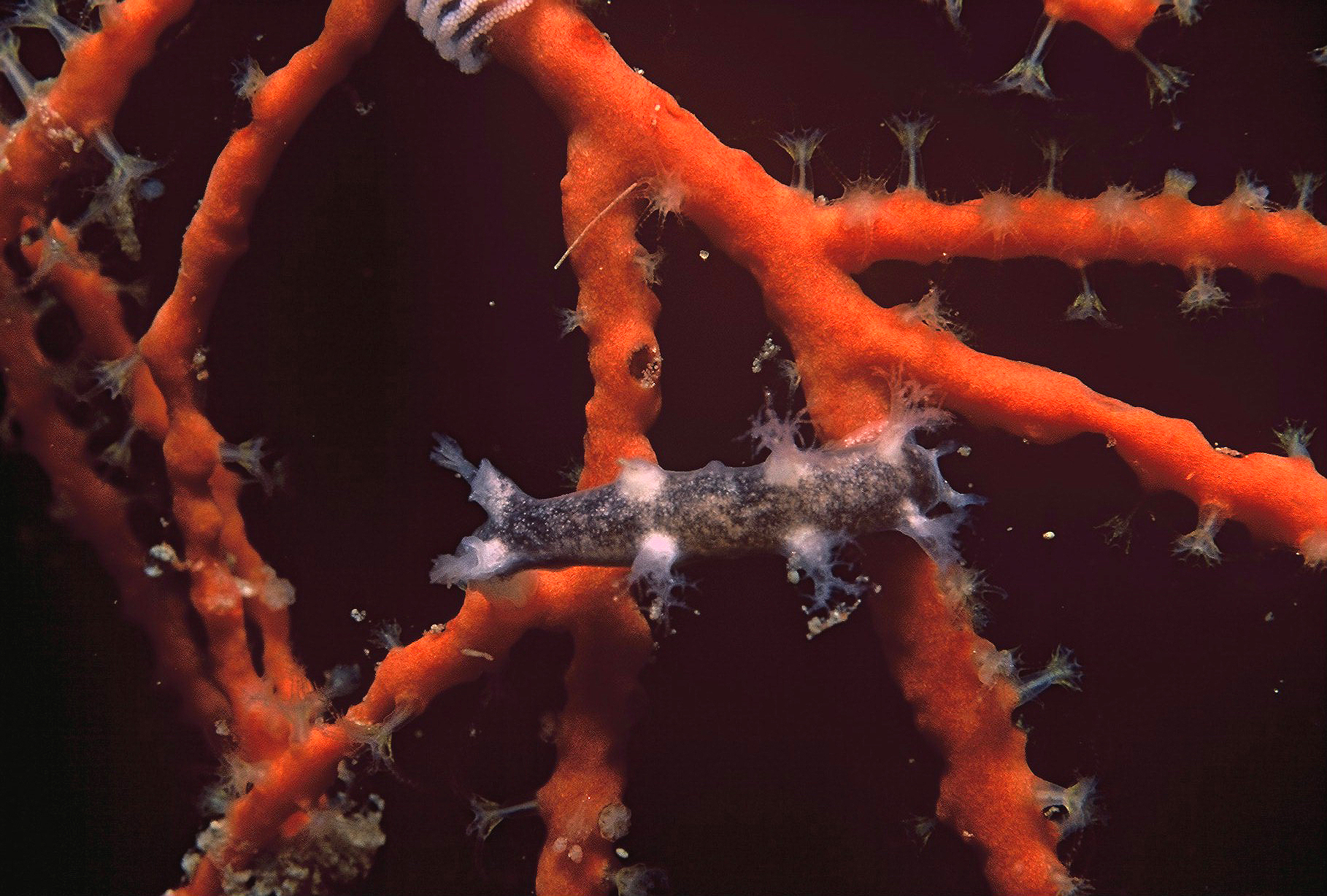
Tritonia plebeia
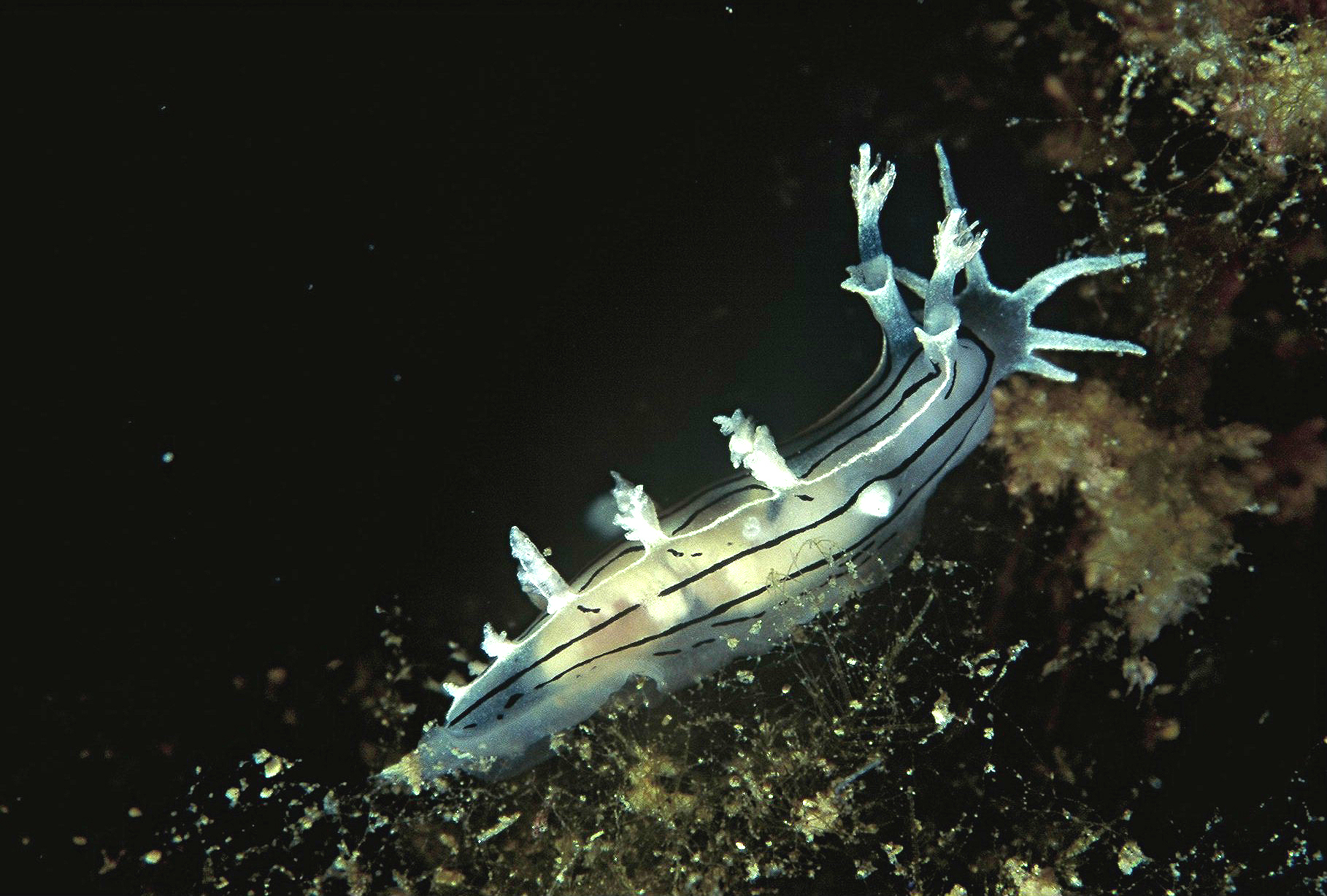
Tritonia striata

Synonymes :
- Tritonia alba Alder & Hancock, 1854: synonyme de Tritonia hombergii Cuvier, 1803
- Tritonia antarctica Pfeffer in Martens & Pfeffer, 1886: synonyme de  Tritonia challengeriana Bergh, 1884
- Tritonia appendiculata Eliot, 1905: synonyme de Tritonia challengeriana Bergh, 1884
- Tritonia blainvillea (Risso, 1818), Tritonia meyeri (Vérany, 1852), Tritonia decaphylla (Cantraine, 1835), Tritonia acuminata (Costa, 1840) et Tritonia costae (Vérany, 1846) sont synonymes de Marionia blainvillea (Risso, 1818)[4].
- Tritonia cincta Pruvot-Fol, 1937: synonyme de Tritoniopsis cincta (Pruvot-Fol, 1937)
- Tritonia cucullata Couthouy in Gould, 1852: synonyme de Marionia cucullata (Couthouy, 1852)
- Tritonia cyanobranchiata Rüppell & Leuckart, 1831:synonyme de Marionia cyanobranchiata (Ruppell & Leuckart, 1831)
- Tritonia diomedea Bergh, 1894: synonyme de Tochuina tetraquetra (Pallas, 1788)
- Tritonia elegans (Audouin in Savigny, 1826): synonyme de Tritoniopsis elegans (Audouin in Savigny, 1826)
- Tritonia eriosi Ev. Marcus, 1983: synonyme de Tritonia odhneri Er. Marcus, 1959
- Tritonia gibbosa (Risso, 1818): synonyme de Ancula gibbosa (Risso, 1818)
- Tritonia gigantea Bergh, 1904: synonyme de Tochuina tetraquetra (Pallas, 1788)
- Tritonia glama Rüppell & Leuckart, 1831 et Tritonia glauca (Rüppell & Leuckart, 1831 de 1828) sont synonymes de Tritoniopsis elegans (Audouin in Savigny, 1826)
- Tritonia hawaiensis (Pease, 1860): synonyme de Marionia hawaiiensis (Pease, 1860)
- Tritonia hombergi Cuvier, 1803: synonyme de Tritonia hombergii Cuvier, 1803
- Tritonia reynoldsii (Couthouy, 1838), Tritonia lactea (Thompson, 1840), Tritonia ascanii (Sars, 1837), Tritonia felina (Alder & Hancock, 1842), Tritonia pulchella (Alder & Hancock, 1842), Tritonia cervina (Gmelin, 1791) sont synonymes de Dendronotus frondosus (Ascanius, 1774)[5].
- Tritonia varicosa Turton, 1825: synonyme de Nassarius pygmaeus (Lamarck, 1822)